# Dosoftei al Constantinopolului
Dosoftei (n. ? – d. după 1191) a fost un cleric ortodox bizantin, care a îndeplinit funcția de patriarh greco-ortodox al Ierusalimului (1187–1189) și apoi pe cea de patriarh ecumenic al Constantinopolului în două rânduri (timp de 9 zile în februarie 1189 și din nou din septembrie/octombrie 1189 până la 10 septembrie 1191). A fost un prieten apropiat al împăratului bizantin Isaac al II-lea Angelos (1185–1195 și 1203–1204).

## Biografie

### Patriarh al Ierusalimului
Era originar din Veneția și a fost anterior călugăr la Mănăstirea Studion din Constantinopol. Nu se cunoaște nimic despre viața lui până la mijlocul anilor 1180. A devenit patriarh greco-ortodox al Ierusalimului în 1187, ca succesor al lui Leontie al II-lea, după ce musulmanii conduși de Saladin au capturat orașul sfânt și i-au alungat pe conducătorii cruciați anteriori, împreună cu patriarhul latin. Dosoftei era un prieten personal al lui Isaac al II-lea Angelos (1185–1195 și 1203–1204) și, potrivit legendei, i-a prezis lui Isaac că va deveni împărat bizantin, iar această profeție s-a împlinit.

### Prima păstorire ca patriarh al Constantinopolului
La sfârșitul anului 1188, împăratul, care schimbase deja trei patriarhi până atunci, a decis să-l plaseze pe Dosoftei pe tronul patriarhal al Constantinopolului. Întrucât Dosoftei îndeplinea deja funcția de patriarh al Ierusalimului, Isaac a cerut sfatul eminentului canonist al vremii, patriarhul Teodor al IV-lea Balsamon al Antiohiei. În februarie 1189 patriarhul Nichita al II-lea al Constantinopolului a fost nevoit să demisioneze, la solicitarea împăratului, și a fost convocat un sinod în cadrul căruia împăratul a prezentat un tomos cu privire la transferuri (probabil De Translationibus), care i-a permis, cu aprobarea clerului adunat, să-l transfere pe Dosoftei pe tronul patriarhal al Constantinopolului.
Acest transfer a stârnit reacții și a durat doar 9 zile. Prima perioadă de păstorire a lui Dosoftei este menționată de Nichifor Calist și de propria mărturie a patriarhului. În urma presiunii adversarilor săi politici, care invocau probleme procedurale, Isaac al II-lea l-a convins pe Dosoftei să demisioneze și l-a înlocuit cu Leontie Theotokites. Schimbarea patriarhului a fost explicată prin intervenția miraculoasă a Maicii Domnului, care a indicat că Leontie era cel mai bun candidat. Cu toate acestea, Leontie a rămas în scaunul patriarhal doar șapte luni.

### A doua păstorire ca patriarh al Constantinopolului
Împăratul și-a întărit poziția în acest timp și în septembrie/octombrie 1189 l-a îndepărtat pe Leontie, așezându-l din nou pe tronul patriarhal pe Dosoftei. Această decizie a fost justificată din nou prin intervenția Maicii Domnului. Cronica latină anonimă Historia de expeditione Friderici imperatoris din anii 1190, ce relatează expediția împăratului roman Frederic I Barbarossa în cadrul Cruciadei a Treia 1189-1192), menționează că Dosoftei era patriarh al Constantinopolului în octombrie 1189.
Durata celei de-a doua păstoriri a patriarhului Dosoftei este menționată în cataloage astfel: 1 an și jumătate (Nichifor Calist), 2 ani (Matei Cigalas, Paris. suppl. 755), 2 ani și 2 luni (Atheniensis 1372 și Laurentianus LIX 13) și 3 ani (Filip de Novara). Unele surse mai recente menționează că patriarhul Dosoftei a păstorit în perioada începutul anului 1190 – 10 septembrie 1191 (Dictionnaire de théologie catholique) sau în perioada 1191 – august 1192 (listele lui Karl Krumbacher). Din coroborarea informațiilor incluse în toate aceste surse istorice, teologul și bizantinologul francez Venance Grumel (secretar al Revue des études byzantines și autor al unei cronologii a patriarhilor de Constantinopol) consideră că durata celui de-al doilea patriarhat al lui Dosoftei ar fi de 2 ani și că ar fi început la sfârșitul lui septembrie sau începutul lui octombrie 1189 și s-ar fi încheiat la 3 și 10 septembrie 1191.
Dosoftei a avut o poziție antilatină și s-a implicat activ la politica externă a Imperiului. În februarie 1190 a fost semnat un tratat de pace, cu participarea sa, între Isaac al II-lea și împăratul roman Frederic I Barbarossa. Situația canonică a lui Dosoftei a rămas însă neclară, întrucât unii episcopi, în frunte cu patriarhul Teodor al IV-lea al Antiohiei, care râvneau ei înșiși acest post, s-au opus alegerii sale și au provocat proteste în rândul clerului și al poporului. Oponenții politici ai lui Isaac al II-lea s-au adunat din nou și au reușit să convoace în septembrie 1191 un sinod, care a declarat că alegerea lui Dosoftei ca patriarh al Constantinopolului a fost necanonică și i-a cerut să se întoarcă pe scaunul patriarhal de la Ierusalim. Dosoftei a fost restabilit, prin urmare, pe tronul patriarhal al Ierusalimului la 3 septembrie 1191.
Astfel, în ciuda sprijinului împăratului și al renunțării în 1189 la tronul patriarhal ierusalimitan în favoarea lui Marcu al II-lea, Dosoftei a fost nevoit din nou să demisioneze din funcția de patriarh al Constantinopolului la 10 septembrie 1191. El nu a profitat de această ocazie și a renunțat la tronul patriarhal de la Ierusalim, care îi fusese oferit. Anul exact al morții sale este necunoscut.
Principalele surse de informații pentru perioada păstoririi lui Dosoftei sunt Historia lui Nicetas Choniates și Cronica lui Efraim din secolul al XIII-lea. Șase peceți din vremea patriarhului Dosoftei au supraviețuit. Aproape identice ca înfățișare, cu un diametru de 29–34 mm, ele au pe avers icoana Maicii Domnului cu Pruncul, iar pe revers inscripția: „Dosoftei, prin harul lui Dumnezeu, arhiepiscop al Constantinopolului – Noua Romă și patriarh ecumenic”.